# Нуристани, Джахан Гулам
Джахан Гулам Нуристани (англ. Jahan Gulam Nuristani, 1925) — афганский хоккеист (хоккей на траве), нападающий.

## Биография
Джахан Гулам Нуристани родился в 1925 году.
В 1948 году вошёл в состав сборной Афганистана по хоккею на траве на Олимпийских играх в Лондоне, поделившей 7-9-е места. Играл на позиции нападающего, провёл 2 матча, мячей не забивал.
В 1956 году вошёл в состав сборной Афганистана по хоккею на траве на Олимпийских играх в Мельбурне, занявшей 11-е место. Играл на позиции нападающего, провёл 3 матча, забил (по имеющимся данным) 2 мяча в ворота сборной США.